# براندون كارتر
براندون كارتر (بالإنجليزية: Brandon Carter)‏ (و. 1942 – م) هو فيزيائي، وعالم فيزياء فلكية من أستراليا . ولد في إنجلترا .
وهو عضواً في الجمعية الملكية .

## جوائز
حصل على جوائز منها:
- زميل في الجمعية الملكية.